# 第69兵团军械库
第69兵团军械库（69th Regiment Armory）是美国纽约市曼哈顿玫瑰山莱辛顿大道的国民警卫队军械库，1906年竣工。军械库由理查德·豪兰·亨特的公司设计，为布雜藝術风格，而非当时常见的中世纪城堡风格。
1913年军械库展览会在此举办，这是美国第一个现代艺术展。现在，它仍用于体育和娱乐活动，而国民警卫队第69步兵团第1营总部也仍位于此地。